# Rio Lena (Portugal)
O Lena é um rio português que nasce no Distrito de Leiria, no concelho de Porto de Mós, concretamente a cerca de três quilómetros a Sul desta localidade, na aldeia de Ribeira de Cima em pleno Parque Natural das Serras de Aire e Candeeiros. A vila da Batalha é banhada pelas suas águas. Desagua na cidade de Leiria, na margem esquerda do Lis, após percorrer um percurso de pouco mais de vinte quilómetros.